# Lill-Granvattnet
Lill-Granvattnet är en sjö i Sollefteå kommun i Ångermanland och ingår i Ångermanälvens huvudavrinningsområde. Sjön har en area på 0,072 kvadratkilometer och ligger 318,5 meter över havet. Sjön avvattnas av vattendraget Frostan.

## Delavrinningsområde
Lill-Granvattnet ingår i det delavrinningsområde (705302-150863) som SMHI kallar för Ovan Blötbäcken. Medelhöjden är 323 meter över havet och ytan är 8,47 kvadratkilometer. Räknas de 2 avrinningsområdena uppströms in blir den ackumulerade arean 23,62 kvadratkilometer. Frostan som avvattnar avrinningsområdet har biflödesordning 3, vilket innebär att vattnet flödar genom totalt 3 vattendrag innan det når havet efter 150 kilometer. Avrinningsområdet består mestadels av skog (86 procent). Avrinningsområdet har 0,07 kvadratkilometer vattenytor vilket ger det en sjöprocent på 0,9 procent.